# Ludza
Ludza (Duits: Ludsen; Estisch: Lutsi; Pools: Lucyn; Wit-Russisch: Люцын, Ljoetsyn; Russisch: Лудза, Loedza, vroeger: Люцин, Ljoetsin) is een stad in de historische landstreek Letgallen in Oost-Letland. Het is de hoofdplaats van de gemeente Ludzas novads.

## Geschiedenis
Ludza is een van de oudste steden in Letland. Ze werd voor het eerst genoemd in Russische kronieken in 1173 of 1177.
In 1399 bouwde de Lijflandse Orde een stenen burcht boven op een ouder Letgaals houten fort.

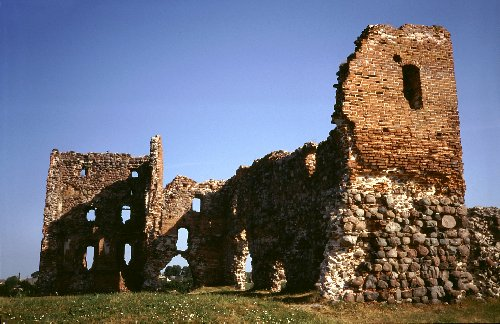
De burcht van Ludza

Deze burcht van Ludza had drie verdiepingen, zes torens, drie poorten en twee kasteel-fronten en was de grootste en sterkste vesting in Letgallen. Het diende als oostelijke voorpost voor de Lijflandse Confederatie, vooral om de handelsroutes naar Rusland te bewaken.
In 1481 werd het kasteel verwoest door troepen van het vorstendom Moskou onder Iwan III (de Grote). Het werd herbouwd in 1525.
In 1561 kwam het onder het hertogdom Lijfland, om opnieuw te worden vernietigd in 1654 tijdens de Pools-Russische Oorlog (1654-1667), door troepen onder bevel van tsaar Alexis van Rusland. De verwoesting was zo omvangrijk dat het kasteel werd verlaten en in puin bleef.
Een aantal fragmenten van kasteelmuren en een goed bewaarde hoek van de drie verdiepingen hoge wand zijn bewaard gebleven.
Het is de belangrijkste toeristische attractie en het symbool van de stad Ludza.
In 1777 ontving Ludza stadsrechten van Catharina II van Rusland.

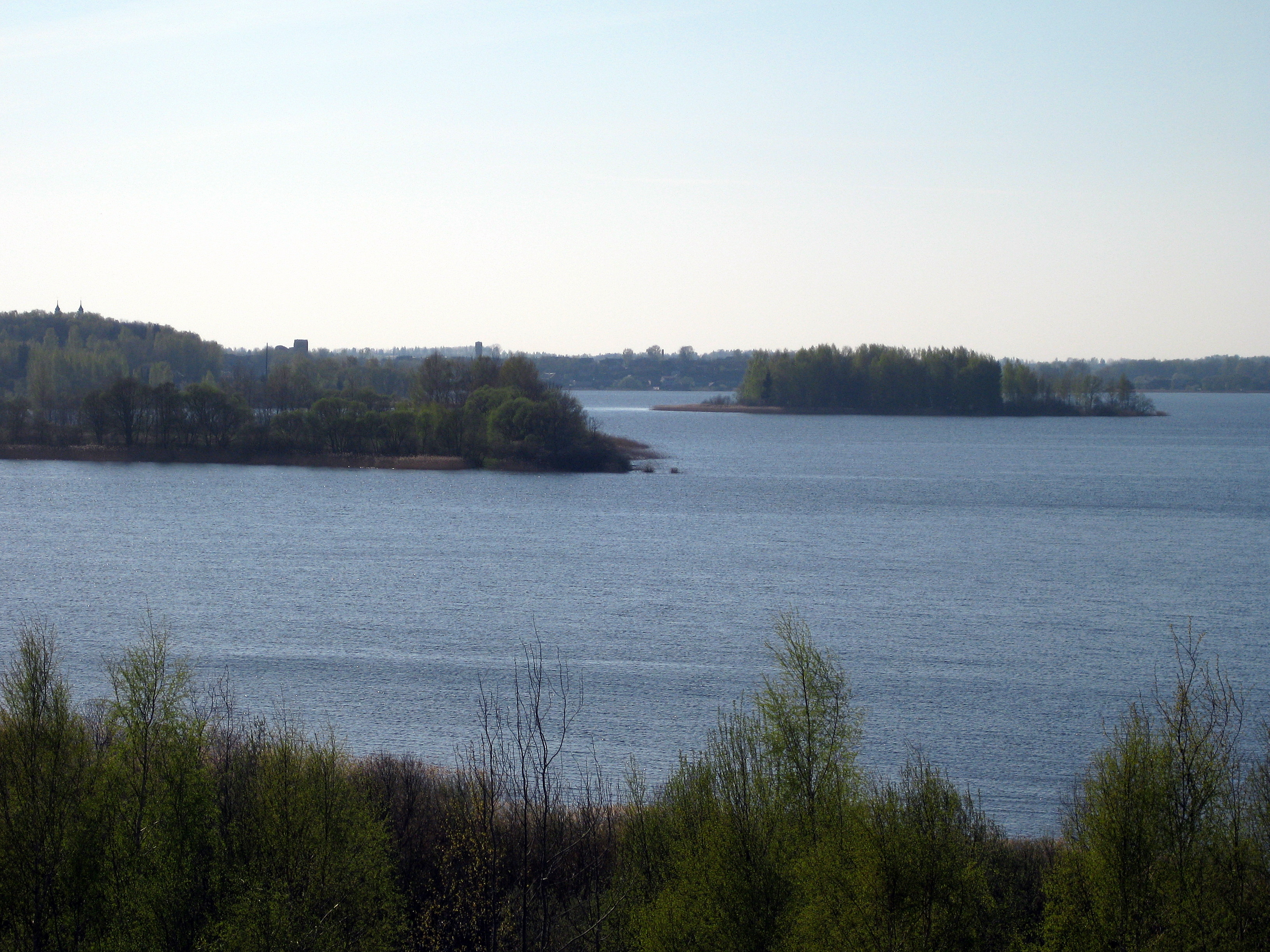
Zicht op Ludza over het Grote Ludza Meer
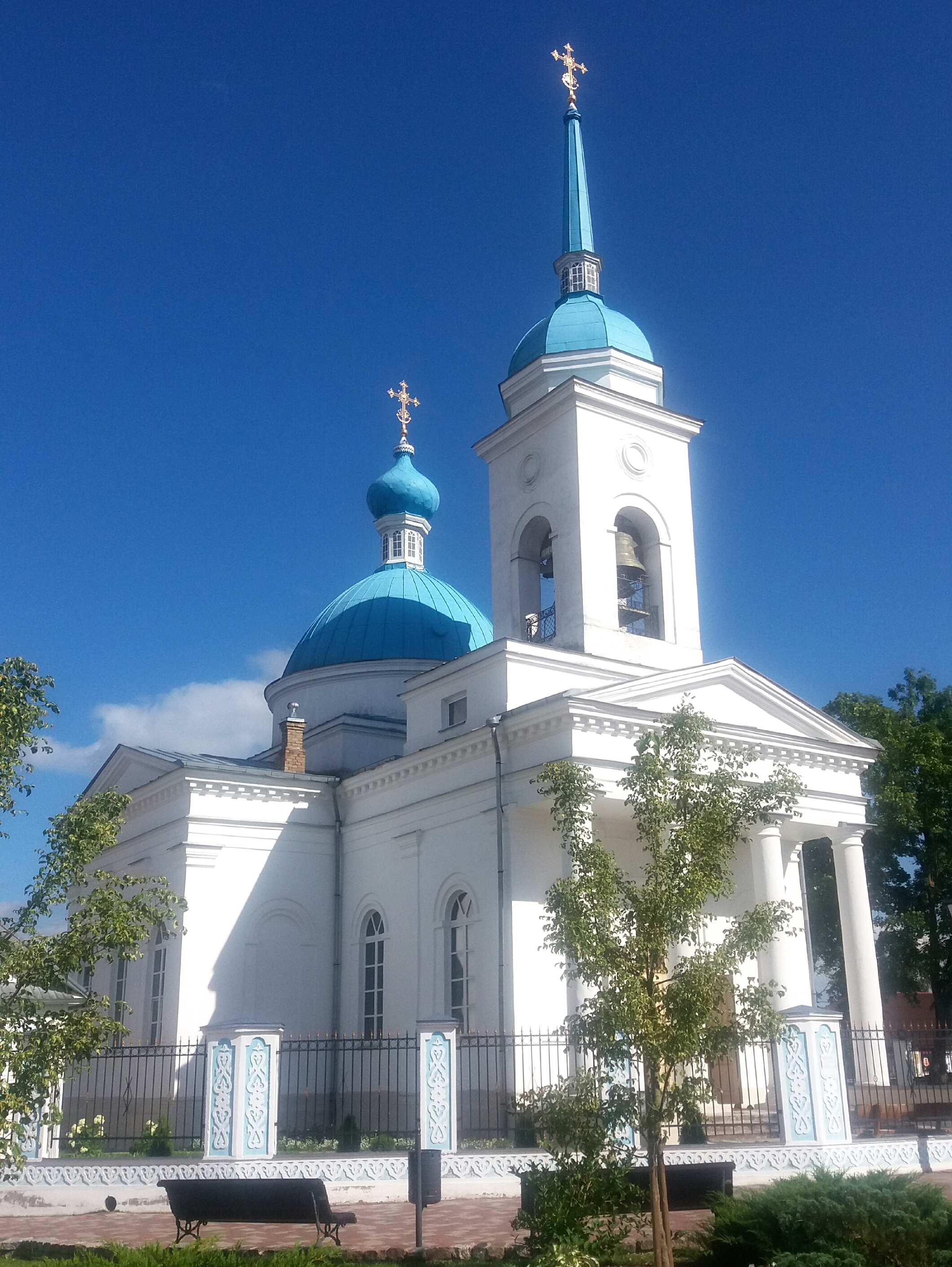
Russisch-Orthodoxe kerk
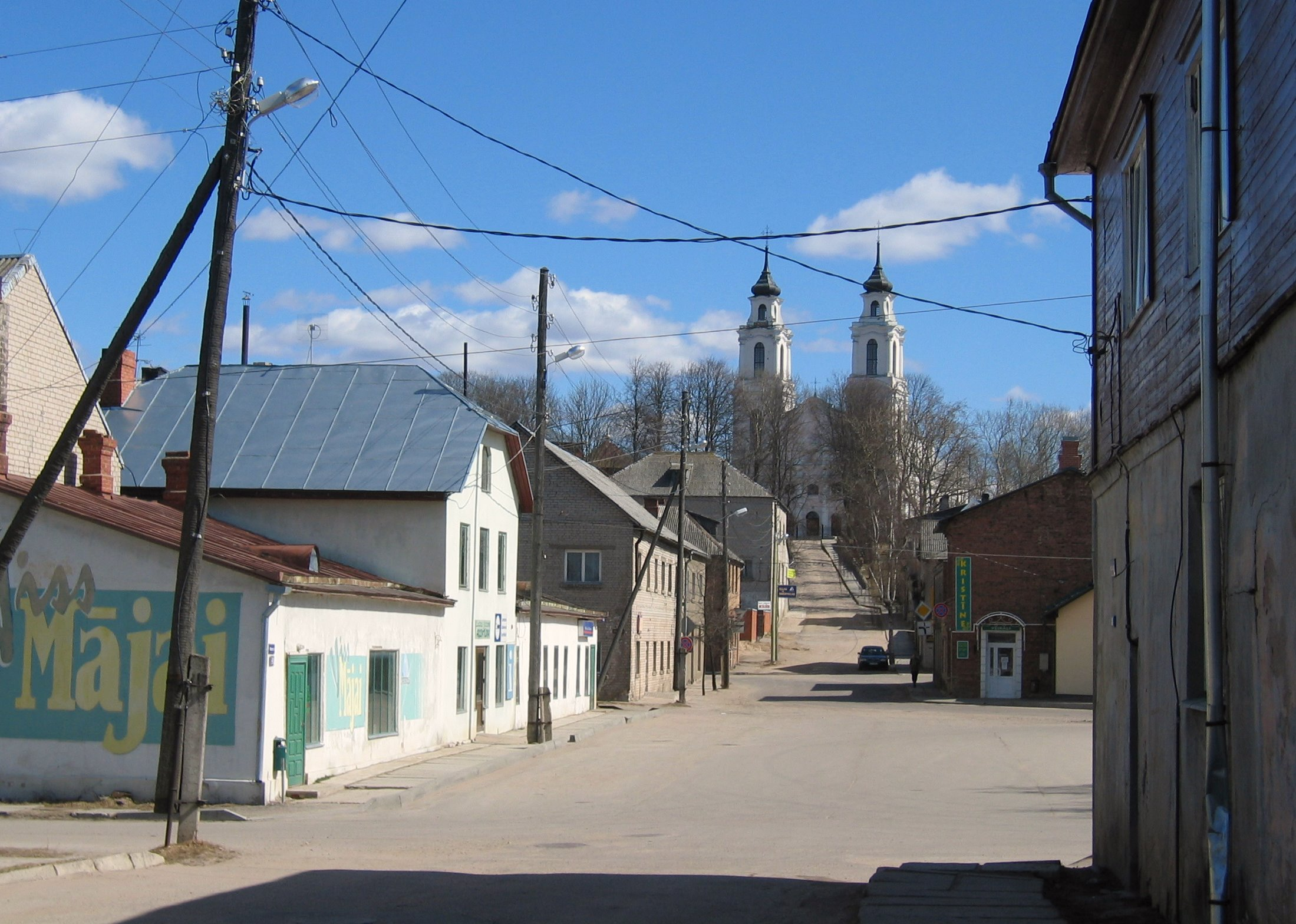
Baznicas straat
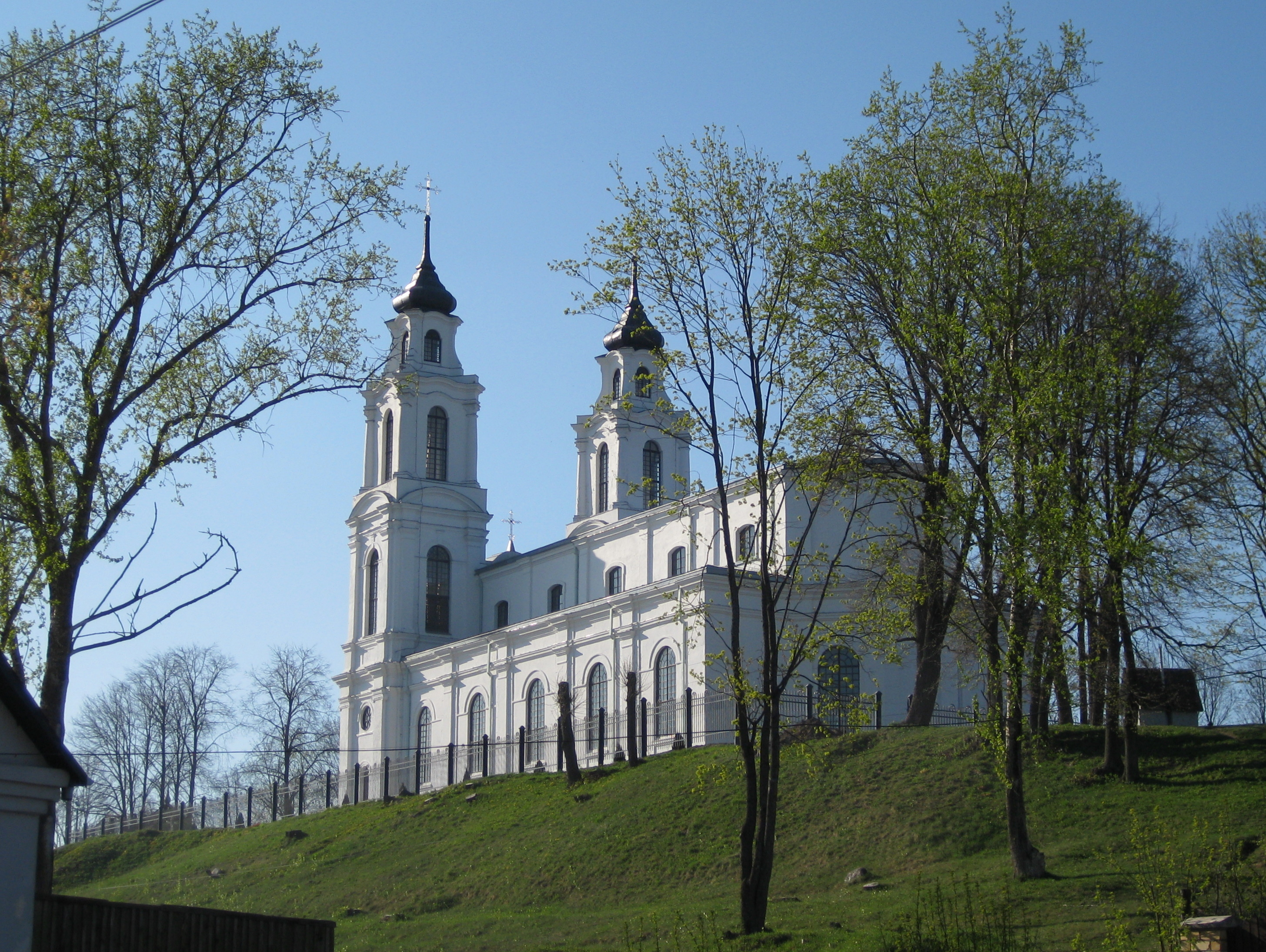
Katholieke kerk
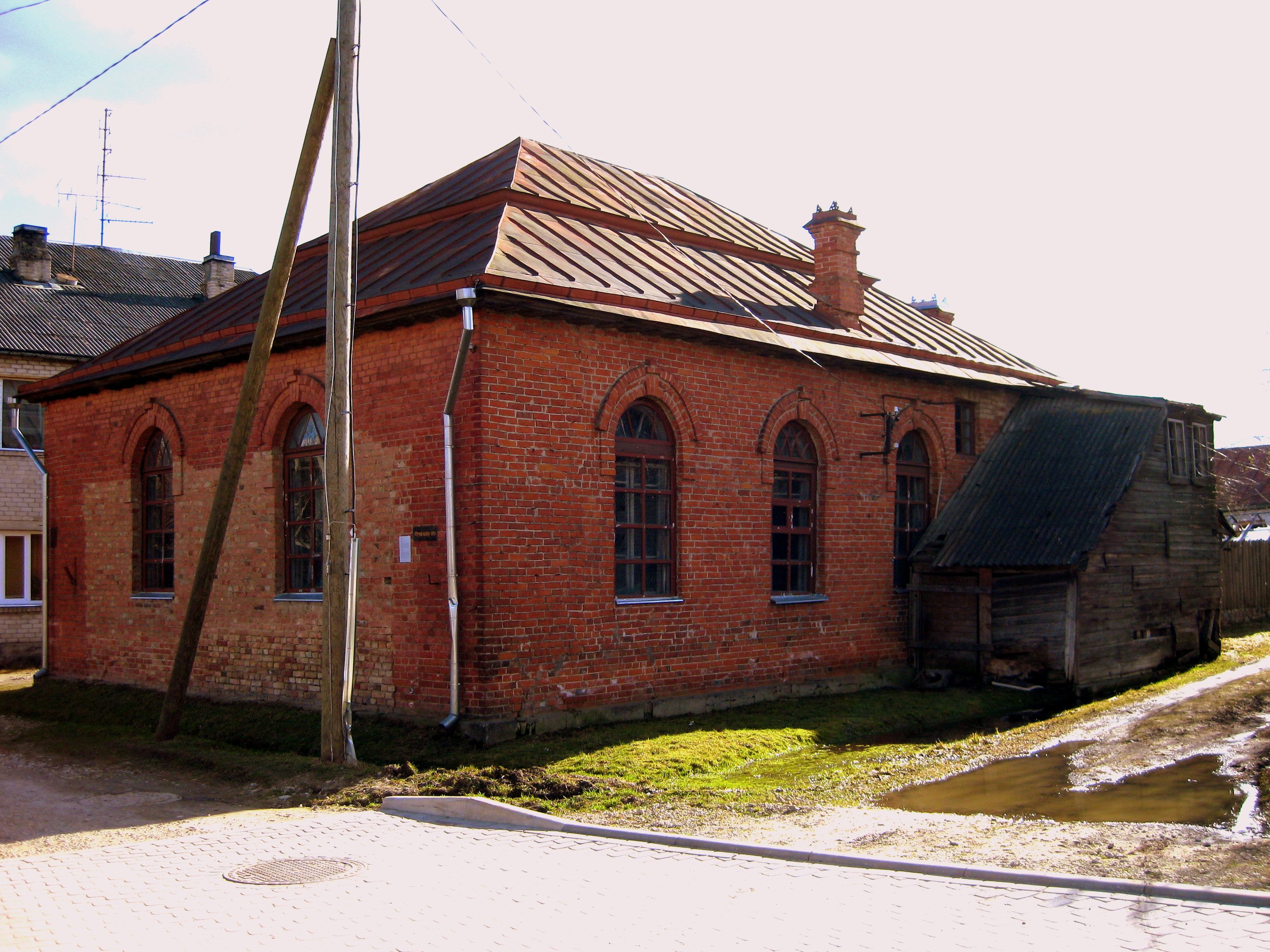
Oude synagoge op Stacijas iela
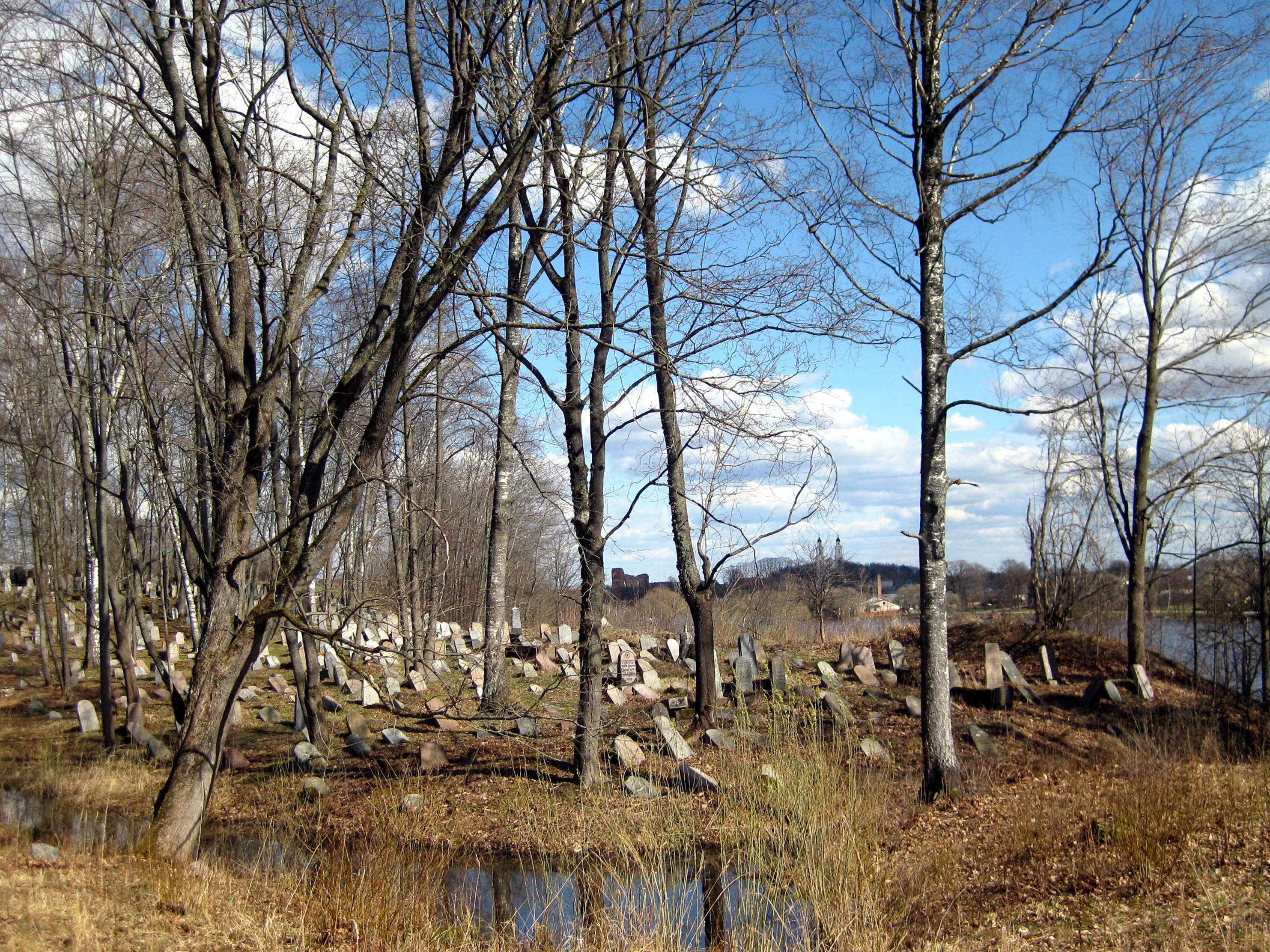
Joodse begraafplaats
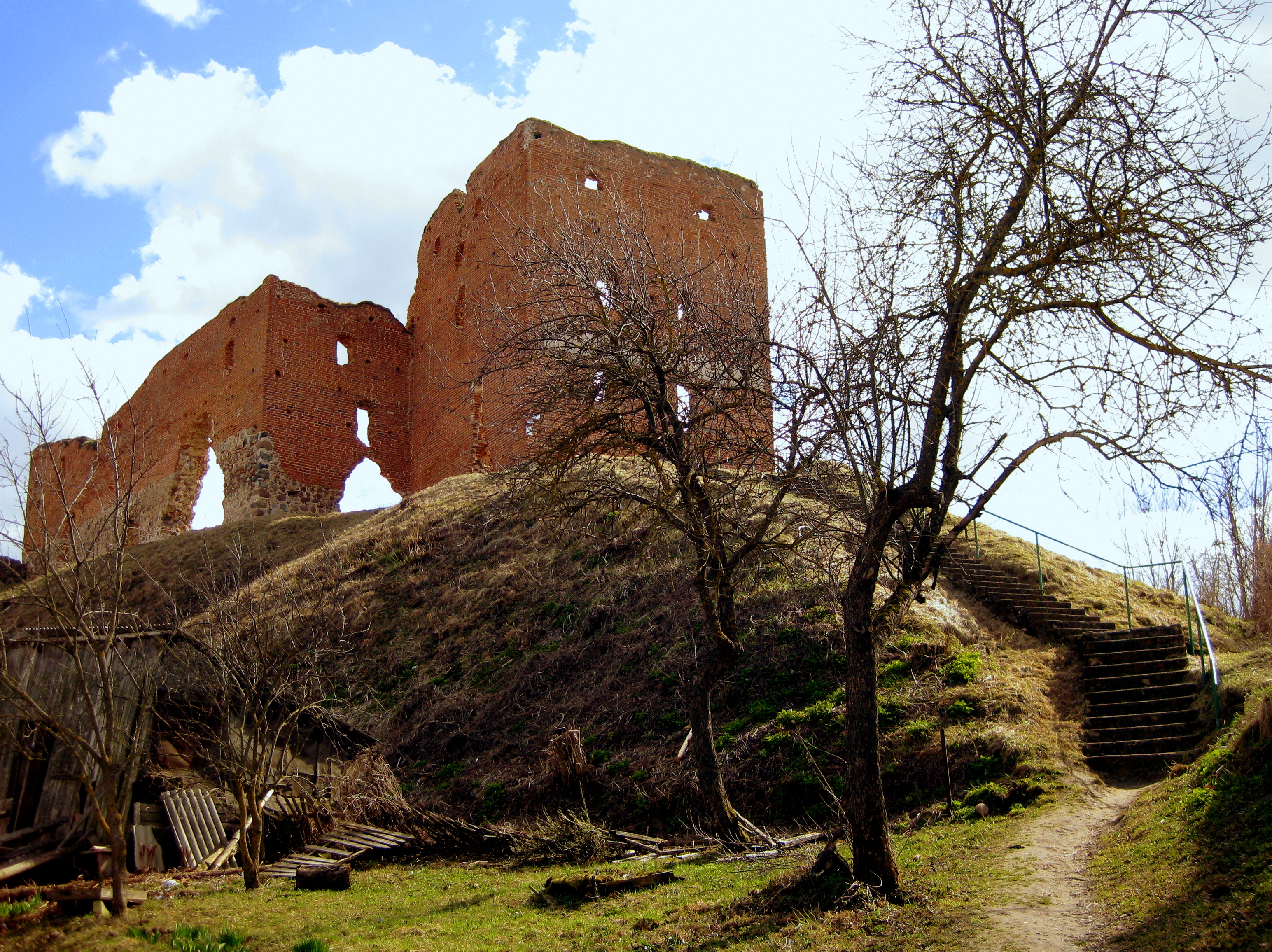
Ruïne vanaf het zuidwesten